# Biserica Millennium din Timișoara
Biserica Millennium, cu hramul Sfânta Maria, este cea mai mare biserică romano-catolică din Timișoara, situată în Piața Romanilor din cartierul Fabric. 

## Istoric
Lăcașul a fost construit pentru cinstirea a 1000 de ani de la creștinarea regelui Ștefan I al Ungariei (de aici numele de Millennium). Construcția, în stil neoromanic, a început în 1896 și a fost terminată în 1901. Proiectul a fost realizat de arhitectul Lajos Ybl.
Biserica a fost sfințită în data de 13 octombrie 1901 de episcopul Sándor Dessewffy. 
Vechea biserică parohială din Fabric a fost donată în anul 1906 către Biserica Română Unită cu Roma, Greco-Catolică.

## Descriere
Biserica are două turnuri cu o înălțime de 65 de metri, cupola centrală având 45 de metri înălțime. Capacitatea lăcașului este de până la 3000 de persoane. Marele clopot are o greutate de 2420 de kilograme. Este dotată cu o orgă fabricată de meșterul Leopold Wegenstein și donată de episcopul Alexander Dessewffy.

## Imagini

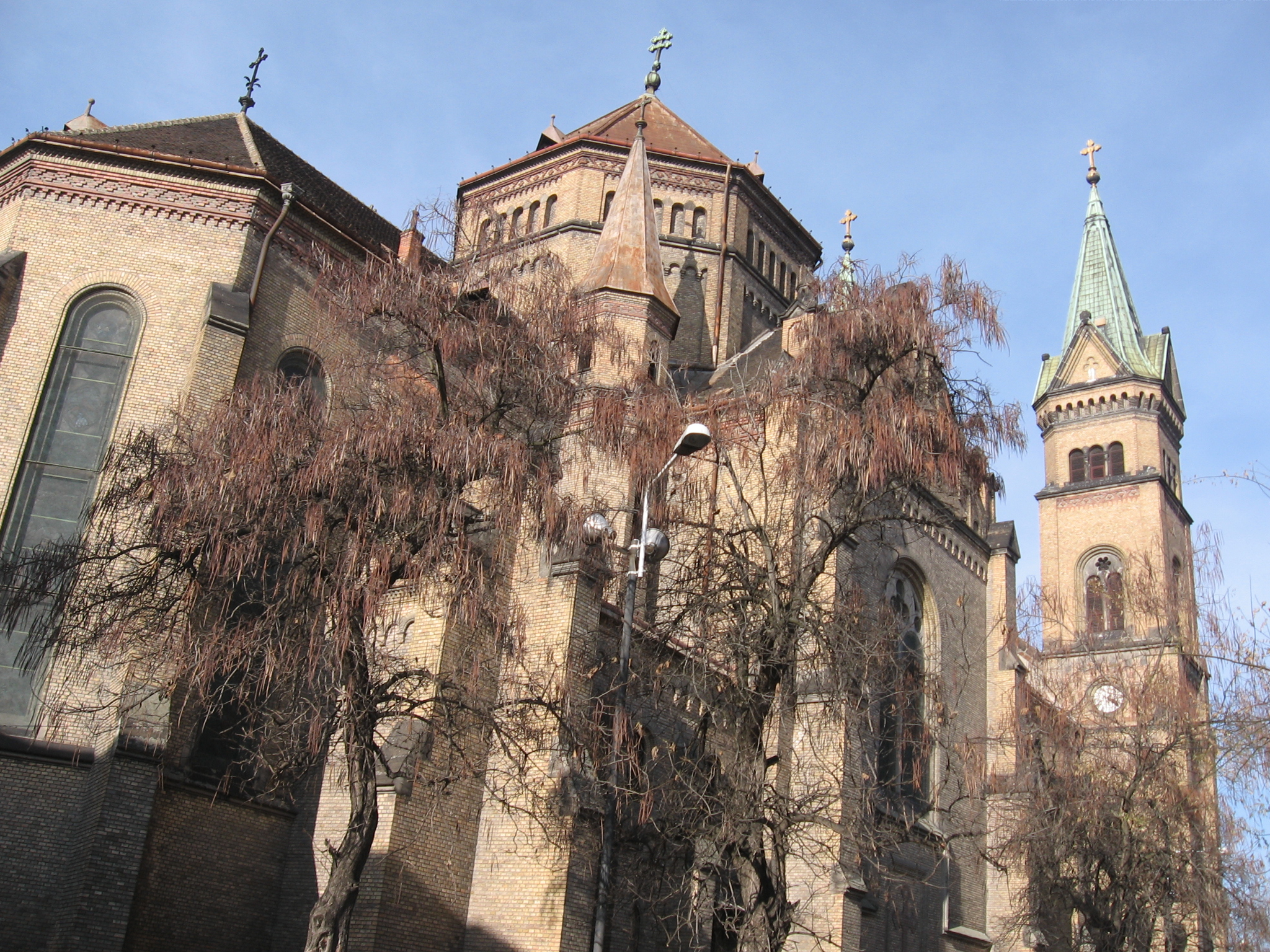
Vedere dinspre Sud-Est
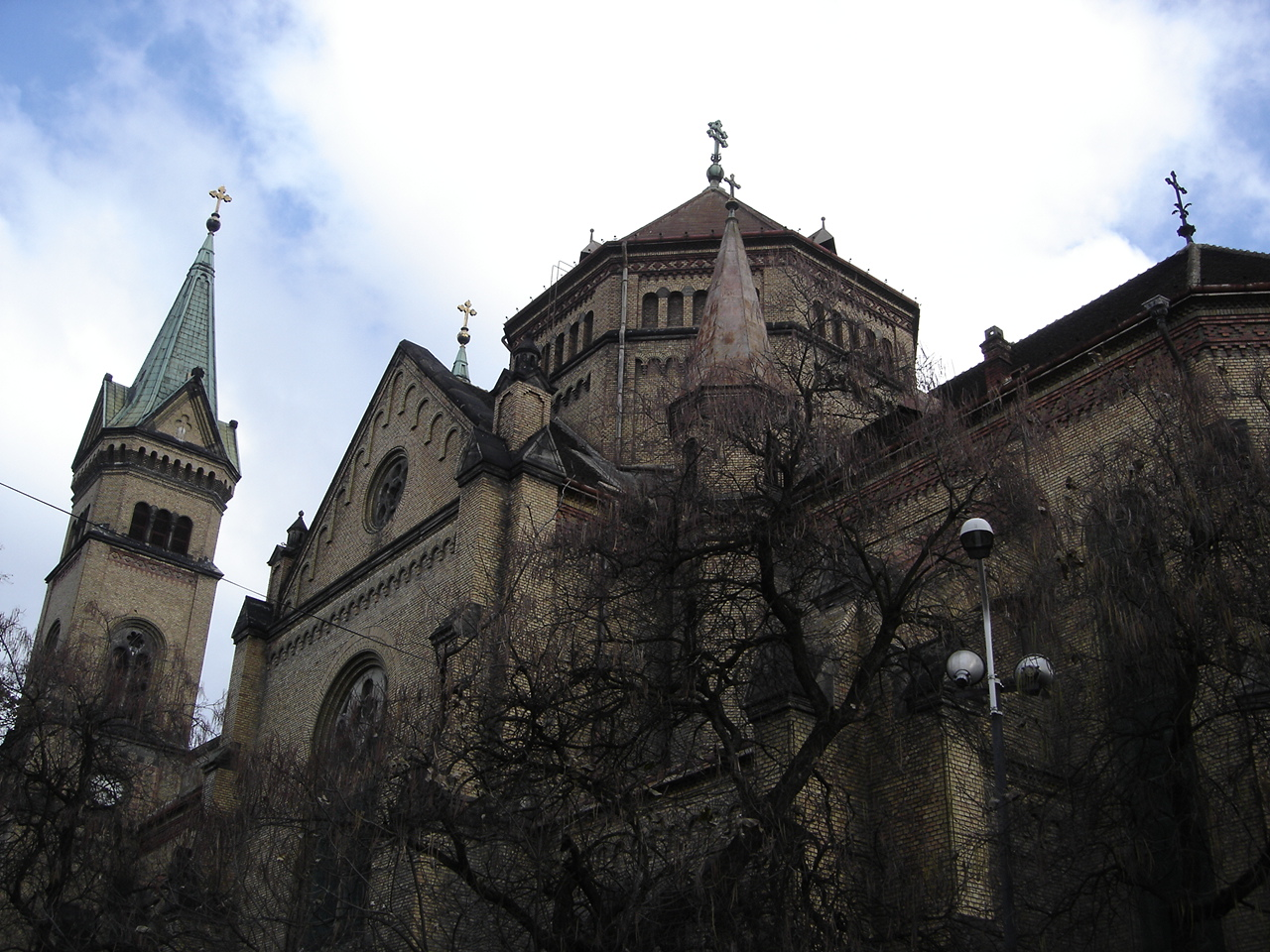
Vedere dinspre Sud-Vest